# Breconchaux
Breconchaux település Franciaországban, Doubs megyében. Lakosainak száma 87 fő (2022. január 1.). Breconchaux Val-de-Roulans, Ougney-Douvot, Roulans, Saint-Hilaire, Séchin, L’Écouvotte és Baume-les-Dames községekkel határos.

## Népesség
A település népességének változása:
| Lakosok száma | 46   | 62   | 66   | 80   | 94   | 97   | 93   | 88   | 87   | 87   |
|               | 1968 | 1982 | 1990 | 2006 | 2013 | 2015 | 2017 | 2019 | 2020 | 2022 |